# 김규리 (1979년 8월)
김규리(1979년 8월 16일 ~ )는 대한민국의 배우이다. 데뷔 당시의 이름은 김민선이었으나 2009년 11월 26일 김규리로 개명 했으며 연예계 활동도 본 이름으로 하고 있다. 개명 이유에 대해서는 어릴 때부터 집안에서 불리던 이름으로 바꾸기 위해서였다고 밝혔다.

## 가족
- 아버지, 언니 3명, 남동생

## 학력
- 안양여자중학교 (졸업)
- 양명여자고등학교 (졸업)
- 동덕여자대학교 (방송연예학/학사)

## 개명과 동명이인 배우
2009년 11월 그녀가 김민선에서 김규리로 개명하여 활동한 후 기존부터 그 이름으로 활동하던 배우 김규리는 초기에 오히려 김민선에서 김규리로의 개명을 축하하는 메시지를 전달하며 비교적 관대한 입장을 보였다.
그러나 이명박 대통령 시절 미국산 쇠고기 수입 파동에서 불거진 광우병 논란 과정 가운데 광우병 위험에 동조하는 발언을 하는 등의 태도로 인해 뉴라이트성향 누리꾼들의 비판으로 구설수에 올랐고 이에 관해서 김규리는 자신의 트위터 계정을 통해서 심한 유감을 표한 바 있다.

## 논란
2008년 5월 당시 광우병 문제와 관련해 자신의 싸이월드 미니홈피에 "광우병에 감염된 쇠고기를 먹느니 청산가리를 먹는게 낫겠다"는 내용의 글을 남겼다. 이에 대한민국의 미국산 쇠고기 수입업자들이 손해배상 청구 소송을 걸었으나, 1심에서 김규리가 승소하였다.

## 출연 작품

### 영화
- 1999년 영화 《여고괴담 두번째 이야기》 ... 민아 역
- 2000년 영화 《여름이야기]]》 ... 한여름 역
- 2000년 영화 《해변으로 가다》 ... 도연 역
- 2002년 영화 《아프리카》 ... 김소현 역
- 2002년 영화 《스물넷》 ... 현지 역
- 2002년 영화 《2009 로스트 메모리즈》 ... 유치원 선생 역
- 2004년 영화 《하류인생》 ... 박혜옥 역
- 2005년 영화 《거짓말 폭탄》 ... 연 역
- 2007년 영화 《레인보우 아이즈》
- 2007년 영화 《별빛 속으로》 ... 삐삐 소녀 역
- 2007년 영화 《가면》 ... 박은주 역
- 2008년 영화 《그들이 온다》
- 2008년 영화 《미인도》 ... 신윤복 역
- 2008년 영화 《서양 골동 양과자점 앤티크》 ... 진혁 여자친구 4 역 (우정출연)
- 2009년 영화 《오감도》 ... 김미진 역
- 2009년 영화 《정승필 실종 사건》 ... 유미선 역
- 2010년 영화 《하하하》 ... 노정화 역
- 2010년 영화 《집 나온 남자들》 ... 유영심 역
- 2011년 영화 《사랑이 무서워》 ... 신소연 역
- 2011년 영화 《풍산개》 ... 인옥 역
- 2012년 영화 《인류멸망보고서》 ... 혜주보살 역
- 2012년 영화 《사랑오감》 ... 춘례 역
- 2013년 영화 《사랑해! 진영아》 ... 김진영 역
- 2014년 영화 《또 하나의 약속》 ... 유난주 역
- 2015년 영화 《화장》 ... 추은주 역
- 2019년 영화 《악인전》 ... 차서진 역 (특별출연)
- 2024년 영화 《1980》 ... 철수 엄마 역
- 2025년 영화 《신명》 … 윤명자/윤지희 역

### 드라마
- 1998년 ~ 1999년 KBS2 주말연속극 《사관과 신사》
- 1999년 KBS2 월화 미니시리즈 《학교》 ... 박나리 역
- 1999년 ~ 2000년 SBS 월화 특별기획 드라마 《맛을 보여드립니다》 ... 미선 역
- 2000년 ~ 2001년 SBS 일요 특별기획 드라마 《메디컬 센터》 ... 조수안 역
- 2001년 KBS2 주말연속극 《아버지처럼 살기 싫었어》 ... 이수진 역
- 2001년 KBS2 수목 미니시리즈 《이별 없는 아침》 ... 한정서 역
- 2002년 SBS 주말 특별기획 드라마 《유리구두》 ... 우승희 역
- 2002년 MBC 월화 미니시리즈 《현정아 사랑해》 ... 이현정 역
- 2003년 SBS 드라마 스페셜 《선녀와 사기꾼》 ... 송경숙 역
- 2004년 ~ 2005년 MBC 주말연속극 《한강수타령》 ... 윤나영 역
- 2005년 KBS2 월화 미니시리즈 《러브홀릭》 ... 이율주 역
- 2005년 ~ 2006년 MBC 수목 미니시리즈 《영재의 전성시대》 ... 주영재 역
- 2010년 MBC 단막극 《MBC 일요 드라마 극장 - 사랑을 가르쳐 드립니다》 ... 이진이 역
- 2010년 KBS2 단막극 《KBS 드라마 스페셜 - 어서 말을 해》 ... 최영희 역
- 2012년 MBC 주말 특별기획 대하드라마 《무신》 ... 최송이 역
- 2013년 MBC 주말 특별기획 드라마 《스캔들: 매우 충격적이고 부도덕한 사건》 ... 장주하 역
- 2014년 MBC 수목 미니시리즈 《앙큼한 돌싱녀》 ... 국여진 역
- 2014년 KBS2 수목 미니시리즈 《왕의 얼굴》 ... 인빈 김씨 역
- 2016년 SBS 주말극장 《우리 갑순이》 ... 허다해 역
- 2018년 tvN 월화 미니시리즈 《멈추고 싶은 순간 : 어바웃 타임》 ... 김준아 역 (특별출연)
- 2019년 tvN 월화 미니시리즈 《60일, 지정생존자》 ... 최강연 역
- 2022년 JTBC 수목 미니시리즈 《그린마더스 클럽》 ... 서진하 / 레아 브뉘엘 역

### 방송
- 1999년 SBS 《접속! 무비월드》
- 2001년 KBS2 《뮤직뱅크》
- 2007년 KBS 《해피선데이 하이파이브》
- 2012년 MBC 《댄싱위드더스타2》- MC
- 2013년 MBC 《댄싱위드더스타3》- MC
- 2015년 JTBC 《김제동의 톡투유 - 걱정 말아요! 그대》
- 2018년 MBC 《미스터리 음악쇼 복면가왕》 - 그림 잘 그려주는 예쁜 누나 프리다 칼로 <참가자>
- 2019년 KBS1 《차도삼국지》 - 프리젠터, 내레이션
- 2019년 MBC 《라디오스타》
- 2020년 KBS2 《해피투게더》
- 2020년 KBS1 《다큐On》 2회 : 의료 한류, 세계를 휩쓸다 - 내레이션
- 2021년 KBS1 《다큐On》 99회 : 나의 정원, 우리들의 정원 - 프리젠터, 내레이션
- 2022년 MBC 《라디오스타》
- 2022년 KBS2 《신상출시 편스토랑》

### 뮤직비디오
- 1999년 이수영 <Good-Bye My Love>
- 2000년 아이 <내 마지막 사랑>
- 2001년 박진영 <음음음>
- 2004년 토니안 <사랑은 가질 수 없을 때 더 아름답다>
- 2004년 박상민 <해바라기>
- 2008년 김동완 <비밀>
- 2009년 바비 킴 <사랑..그 놈>
- 2011년 양파 <아파 아이야>

### 라디오
- 2019년 tbs 《김규리의 퐁당퐁당》 - 진행

### 광고
- 1997년 한국존슨앤드존슨 클린 앤 클리어 컨트롤 파우더
- 1998년 크라운제과 롱스 (윤손하와 함께 출연)
- 1999년 종근당 펜잘 (김진과 함께 출연)
- 2002년 선키스트 그로워스 썬키스트 오렌지
- 2003년 도미노피자 더블크러스트
- 2003년 도미노피자 더블크러스트 씨푸드
- 2004년 ~ 2006년 한국P&G 위스퍼 (소프트 클린, 소프트 라이트)
- 2004년 삼성전자 하우젠 에어컨
- 2004년 도미노피자 더블크러스트 스위스 퐁듀
- 2004년 도미노피자 스테이크 피자
- 2005년 베이직하우스 마인드브릿지
- 2005년 애경산업 포인트 라이스 발아현미
- 2005년 마인드브릿지 - 일은 끝이다 사랑은 끝이 아니다 김민선 편
- 2005년 마인드브릿지 - 일은 끝이다 사랑은 끝이 아니다 이정재 편
- 2005년 마인드브릿지 - 나의 스타일 김민선 편
- 2005년 위스퍼 소프트클린 - 그 날 이렇게 앉아봤어
- 2006년 위스퍼 소프트클린 - 나이트클럽 편
- 2012년 이엘씨에이한국 - 바비브라운 (김규리의 롱 래스팅 메이크업)
- 2012년 미도컴퍼니 - 미센스
- 2017년 이연생활뷰티 - 	에끌라두오일프리 & 더마컨트롤
- 2020년 경기도 - 대한민국 기본소득박람회

## 저서
- 《SUNNY SIDE STORY》(김민선's 첫 번째 포토에세이) ISBN 978-89-960484-4-2
- 《내 앞에 봄이 와 있다》2012년

## 수상 및 후보
| 연도 | 시상식                      | 부문                           | 작품                    | 비고 |
| ---- | --------------------------- | ------------------------------ | ----------------------- | ---- |
| 2000 | 제36회 백상예술대상         | 영화부문 여자 신인연기상       | 여고괴담 두 번째 이야기 | 수상 |
| 2000 | 제20회 한국영화평론가협회상 | 여자 신인상                    | 여고괴담 두 번째 이야기 | 수상 |
| 2001 | KBS 연기대상                | 신인연기상                     | 아버지처럼 살기 싫었어  | 수상 |
| 2002 | MBC 연기대상                | 미니시리즈부문 여자 신인상     | 현정아 사랑해           | 수상 |
| 2002 | SBS 연기대상                | 여자 조연상                    | 유리구두                | 수상 |
| 2004 | MBC 연기대상                | 여자 우수상                    | 한강수타령              | 수상 |
| 2009 | 제45회 백상예술대상         | 영화부문 여자 최우수연기상     | 미인도                  | 후보 |
| 2011 | SBS 희망내일 나눔대상       | 연예인부문 나눔인상            | 빈칸                    | 수상 |
| 2012 | MBC 방송연예대상            | MC부문 인기상                  | 댄싱 위드 더 스타 2     | 수상 |
| 2012 | MBC 연기대상                | 연속극부문 여자 최우수연기상   | 무신                    | 후보 |
| 2013 | MBC 연기대상                | 특별기획부문 여자 우수연기상   | 스캔들                  | 후보 |
| 2016 | SBS 연기대상                | 장편드라마부문 여자 우수연기상 | 우리 갑순이             | 후보 |